# Tonke Dragt
Antonia Johanna (Tonke) Dragt (Batavia, 12 november 1930 – Den Haag, 12 juli 2024) was een Nederlands schrijfster en illustratrice van kinderboeken.

## Biografie
Tonke Dragt werd, evenals haar zusjes Corlien en Ada, geboren in Batavia uit het huwelijk van verzekeringsdeskundige bij de NILLMIJ Andries Dragt en Alida Francina Meeldijk. Tijdens de Tweede Wereldoorlog werd zij met haar moeder en haar zussen gevangen gezet in Tjideng, een Japans interneringskamp (een zogeheten 'jappenkamp') voor vrouwen en kinderen in Batavia. In het kamp is ze gaan schrijven, volgens eigen zeggen omdat er niets te lezen was. Zij was linkshandig, hoewel zij later ook rechtshandig moest leren schrijven. Samen met een vriendinnetje, Tineke Staub, schreef zij als 13-jarige het boek De jacht op de Touwkleurige. In 1945 vertrok Alida met de drie kinderen naar Nederland. Omdat het in 1946 een van de koudste winters in Nederland was, wilden zij weer naar Indië terug. Andries reisde voor zijn werk veel heen en weer tussen Nederland en Indië, zodat hij zijn vrouw en kinderen in 1947 weer naar Indië mee terug nam. Uiteindelijk vertrok het gezin in 1949 voorgoed naar Nederland. Tonke deed eindexamen HBS in Dordrecht en ging vervolgens in de periode 1950-1955 naar de Koninklijke Academie van Beeldende Kunsten (Den Haag) en behaalde de akte tekenen A en B. Daarna ging ze tekenles geven op een lagere school in Den Haag en op de Tweede Christelijke Huishoudschool in dezelfde plaats, gevolgd door lesgeven aan het Gemeentelijk Lyceum Rijswijk. Zij had nogal eens problemen met het orde houden in de klas. Tijdens het voor de klas staan vertelde ze dan een deel van een spannend verhaal en beloofde het af te maken, als de leerlingen zich tijdens de les goed hadden gedragen. Dit werkte goed. 
In 1958 debuteerde ze in het tijdschrift Kris Kras. De daarin gepubliceerde verhalen waren zo succesvol dat Dragt het aandurfde met Miep Diekmann te gaan praten en zo kwam ze terecht bij uitgeverij Leopold. In 1961 verscheen haar eerste boek, Verhalen van de tweelingbroers, een boek over twee broers die zo veel op elkaar lijken dat ze steeds met elkaar verward worden. Hierdoor beleven ze vele avonturen. De bijbehorende illustraties maakte zij zelf.

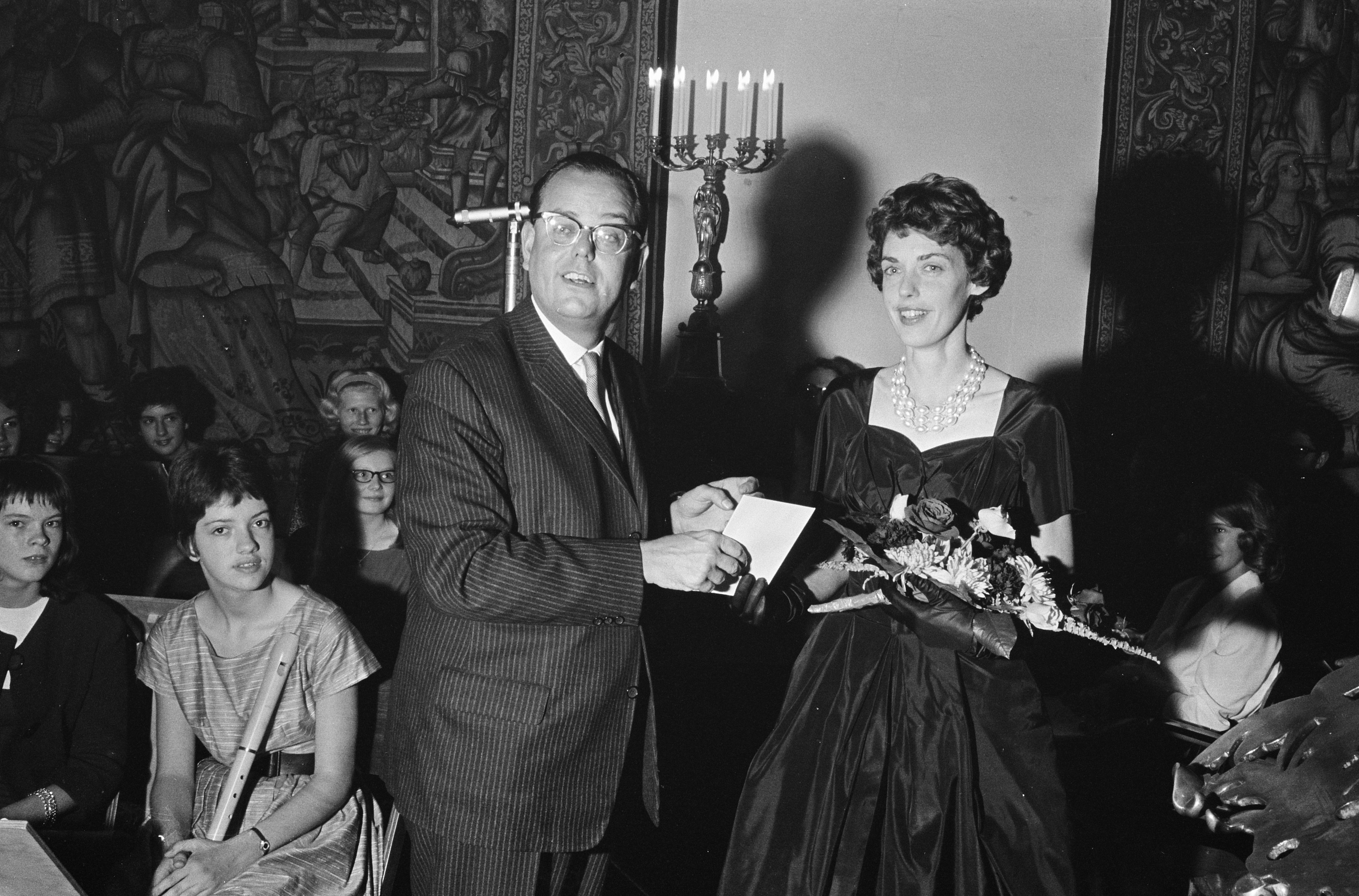
Prijs beste kinderboek 1963 uitgereikt aan Tonke Dragt voor De brief voor de koning

Een jaar later kwam Dragt met De brief voor de koning, een avonturenverhaal over de aankomend ridder Tiuri. Dit boek, het vervolg Geheimen van het Wilde Woud en de verhalenbundel Het gevaarlijke venster spelen zich af in de fictieve landen Dagonaut en Unauwen. Dit boek werd vertaald in 34 talen.
In 1982 zou Dragt een deel van de voorraad van Het verloren paspoort van Els Pelgrom opkopen. Het boek werd uit de handel gehaald door het Ministerie van Justitie omdat het te veel op een paspoort leek. Dragt vond dit zonde en zou het boekje weggeven aan veel collega-schrijvers met eigen tekeningen en opmerkingen in elk afzonderlijk boekje.
Op 5 oktober 2004 kreeg De brief voor de koning ter gelegenheid van de vijftigste Kinderboekenweek de 'Griffel der Griffels' voor het beste kinderboek van de afgelopen vijftig jaar. Het boek is in 2008 verfilmd door Pieter Verhoeff. Een ander bekend boek van Dragt is De Zevensprong (1966), dat door Karst van der Meulen verfilmd is tot televisieserie. De boeken van Tonke Dragt worden nog steeds uitgegeven door Uitgeverij Leopold.
Op 5 februari 2013 verscheen het boek ABC Dragt – de werelden van Tonke Dragt, geschreven door Joukje Akveld en Annemarie Terhell. ABC Dragt zapt door Tonkes leven en werk aan de hand van de letters van het alfabet.
In 2018 kocht Netflix de internationale rechten op om een Engelstalige filmserie op basis van het boek De brief voor de koning te produceren. De opnamen werden gemaakt in Nieuw-Zeeland en Praag. De serie (The Letter for the King) kwam in 2020 op Netflix met hoofdrollen voor Amir Wilson, Ruby Ashbourne Serkis en Thaddea Graham onder regie van Alex Holmes en Felix Thompson. De serie werd gematigd ontvangen, op Rotten Tomatoes scoorde de serie 55%, maar deze stond desondanks lang bovenaan de meest bekeken Netflix-lijst in Nederland.
Tonke Dragt overleed op 93-jarige leeftijd in Den Haag, waar ze tot haar overlijden in woonzorgcentrum Uitzicht woonde.

## Bekroningen
Boeken
- 1963: De brief voor de koning – Kinderboek van het jaar (voorloper van de Gouden Griffel)
- 1970: Torenhoog en mijlen breed – Nienke van Hichtum-prijs
- 1990: Het geheim van de klokkenmaker – Vlag en Wimpel
- 1996: Turmhoch und meilenweit – Buxtehuder Bulle (Duitse vertaling van Torenhoog en mijlen breed)
- 2004: De brief voor de koning – Griffel der Griffels
- 2006: De zevensprong – plaatsing van wegwijzer ter ere van dit verhaal in Ruurlo[10]

Algemeen
- 1976: Staatsprijs voor kinder- en jeugdliteratuur voor haar hele oeuvre[8]
- 2001: Benoeming tot ridder in de Orde van de Nederlandse Leeuw[8]
- 2005: Victorine Heftingprijs[8]

Daarnaast werd de vertaalster Maryka Rudnik in 1977 genomineerd voor de Mildred L. Batchhelder Award voor de vertaling in het Engels van De torens van februari.